# ФК Турбина Вреоци
ФК Турбина је српски фудбалски клуб из Вреоца, Градска општина Лазаревац, и тренутно се такмичи у Београдској зони, четвртом такмичарском нивоу српског фудбала. Клуб је основан 1945. године.
Клуб је у сезони 2011/12. заузео треће место у Београдској зони и пласирао се у виши ранг, Српску лигу Београд где се такмичио све до 2016. године.

## Новији резултати
| Сезона   | Ранг | Лига                | Позиција | ИГ | Д  | Н  | П  | ГД | ГП | ГР  | Бод | Куп                  |
| -------- | ---- | ------------------- | -------- | -- | -- | -- | -- | -- | -- | --- | --- | -------------------- |
| 2002/03. | 4    | Београдска зона     | 9.       | 34 | 13 | 8  | 13 | 38 | 52 | -14 | 47  | Није се квалификовао |
| 2003/04. | 4    | Београдска зона     | 11.      | 34 | 12 | 7  | 15 | 49 | 58 | -9  | 43  | Није се квалификовао |
| 2004/05. | 4    | Београдска зона     | 6.       | 32 | 13 | 4  | 15 | 52 | 58 | -6  | 43  | Није се квалификовао |
| 2005/06. | 4    | Београдска зона     | 5.       | 34 | 13 | 9  | 12 | 57 | 48 | +9  | 48  | Није се квалификовао |
| 2006/07. | 4    | Београдска зона     | 7.       | 34 | 14 | 8  | 12 | 56 | 41 | +15 | 50  | Није се квалификовао |
| 2007/08. | 4    | Београдска зона     | 13.      | 34 | 13 | 5  | 16 | 38 | 54 | -16 | 44  | Није се квалификовао |
| 2008/09. | 4    | Београдска зона     | 12.      | 34 | 9  | 14 | 11 | 28 | 41 | -13 | 41  | Није се квалификовао |
| 2009/10. | 4    | Београдска зона     | 3.       | 34 | 18 | 4  | 12 | 57 | 37 | +20 | 58  | Није се квалификовао |
| 2010/11. | 4    | Београдска зона     | 3.       | 34 | 19 | 9  | 6  | 62 | 32 | +30 | 66  | Није се квалификовао |
| 2011/12. | 4    | Београдска зона     | 3.       | 34 | 18 | 6  | 10 | 72 | 47 | +25 | 60  | Није се квалификовао |
| 2012/13. | 3    | Српска лига Београд | 13.      | 30 | 10 | 4  | 16 | 34 | 51 | -17 | 34  | Није се квалификовао |
| 2013/14. | 3    | Српска лига Београд | 14.      | 30 | 8  | 10 | 12 | 37 | 48 | -11 | 34  | Није се квалификовао |